# Ходько, Иван Михайлович
Иван Михайлович Ходько́ (около 1849, Киев, Киевская губерния, Российская империя — 2 марта 1881, Мещовск, Калужская губерния, Российская империя) — деятель народнического движения, сторонник бакунизма. Был участником «Кружка американцев» и «Киевской коммуны», привлекался к дознанию во время «Большого процесса».

## Биография

### Учёба и начало революционной деятельности
Иван Ходько родился около 1849 года в Киеве, по другим данным — в Киевской губернии; происходил из дворянского рода Ходько. Начальное образование получил в Каменец-Подольской мужской гимназии, где познакомился с Владимиром Дебогорием-Мокриевичем. Гимназии Ходько не окончил, поскольку был исключён за вольнодумство. Позже учился в Нежинском лицее, где сдал экзамены на юридический факультет Императорского университета Святого Владимира. Согласно некоторым источникам, Ходько учился в Новороссийском университете, где сдал экзамен на сельского учителя. Однако Дебогорий-Мокриевич в своих воспоминаниях утверждал, что эта информация ошибочна. В 1872 году, будучи студентом третьего курса, Ходько вступил в так называемый «Кружок американцев», члены которого планировали организовать коммуну в Северной Америке. Сергей Подолинский в своих воспоминаниях называет Ходько одним из главарей этого кружка. В 1873 году Ходько приезжал в Одессу, где вёл агитацию, впрочем, безуспешную. Он был сторонником бакунизма, тогда как местные революционеры разделяли взгляды Петра Лаврова. Сергей Подолинский в письме к Валериану Смирнову характеризовал деятельность Ходько и других «бремершлюсельцев» в Одессе как «пакости против лавристов». Зимой того же года вошёл в бунтарский кружок Дебогория-Мокриевича. Вместе с товарищами посетил Цюрих, однако быстро разочаровался в Европе и решил вернуться. В Швейцарии встретил народника Феофана Лермонтова, которого познакомил со своими друзьями. Лермонтов отличался замкнутым поведением, за что Ходько прозвал его «землеройкой» и «гробокопателем». Вернувшись на родину, он, вместе с другим бывшим членом «Кружка американцев» — Фёклой Донецкой, стал посещать собрания «Киевской коммуны».

### Побег и странствие с Дебогорием-Мокриевичем

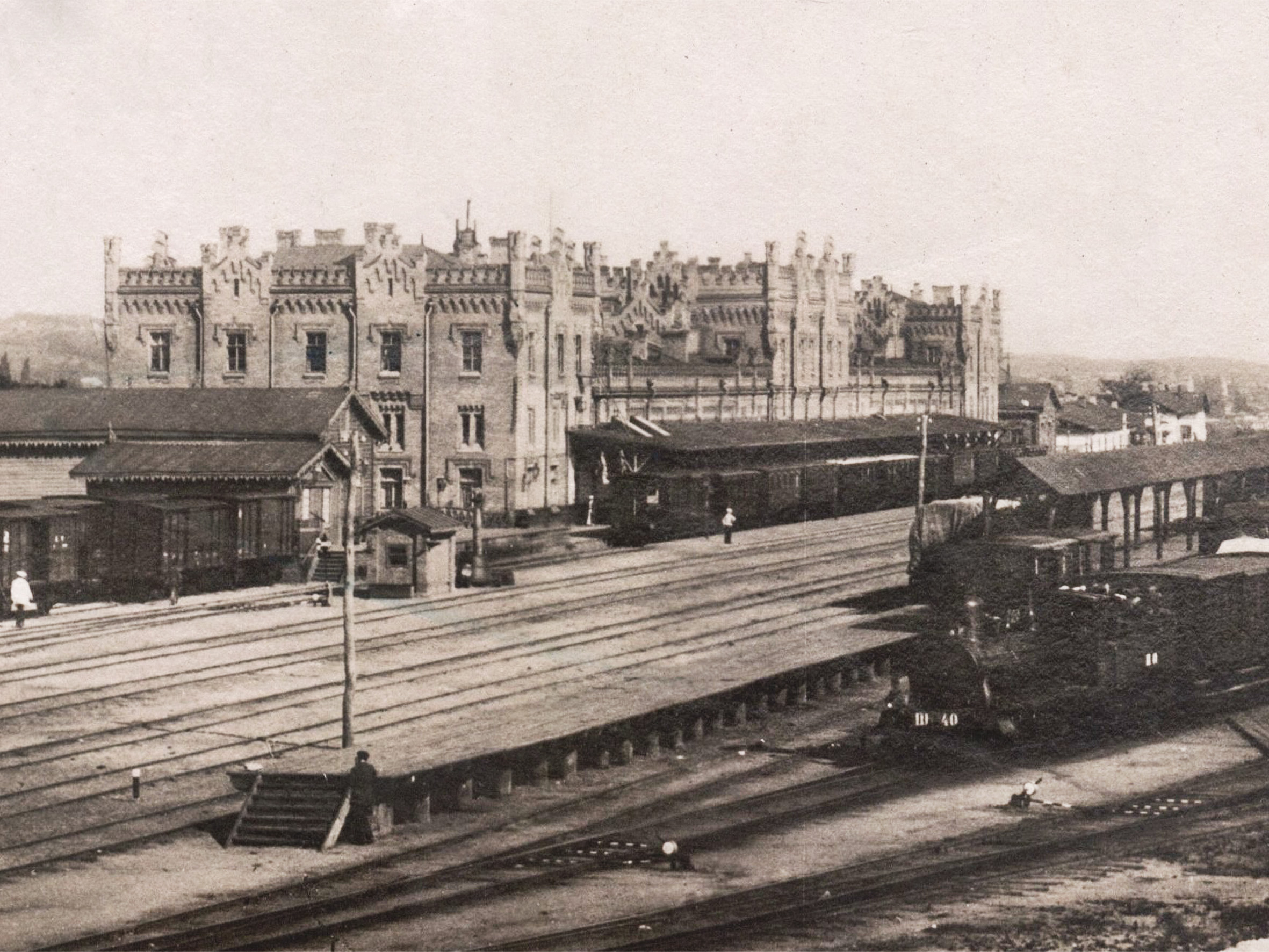
Киевский вокзал. Конец XIX века

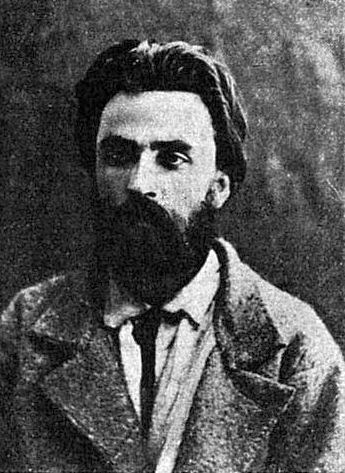
Владимир Дебогорий-Мокриевич

В конце 1873 года стал учителем в селе Берестовец Борзнянского уезда благодаря рекомендациям его старой знакомой по народническим кружкам — Фёклы Донецкой. С ней Ходько находился в близких отношениях и во время каникул жил вместе с ней в селе Плиски. Ещё одним учителем-народником в Плисках был Иван Трезвинский, который так же получил должность благодаря протекции Фёклы. Кроме преподавания, народники занимались революционной пропагандой среди крестьян. В конце августа из-за доноса учителя Григория Трудницкого их деятельность была разоблачена. Впрочем, Владимир Дебогорий-Мокриевич сомневался, что Ходько вёл пропаганду среди незнакомых для него крестьян и их детей — он был для этого «слишком умным». По его мнению, Ходько решили арестовать потому, что к тому времени каждый студент, став сельским учителем, автоматически становился подозрительным. Также предполагалось, что Ходько мог быть связанным с кружком братьев Жебунёвых. Согласно одной из версий, Ходько вместе с сообщниками был обыскан 23 августа. По другой, его товарищи по коммуне узнали о запланированных арестах и отправили Алексея Дробыш-Дробышевского, чтобы предупредить Ходько и Трезвинского об этом. В Плисках вестник смог найти лишь Ходько, Трезвинский в это время был в отъезде. На следующий день, 22 августа, Ходько вместе с Дробыш-Дробышевским покинули село и сели на поезд на станции Плиски. В поезде беглецы заметили, что за ними следят жандармы. Они попытались сойти на товарной киево-курской станции, но жандармы это им запретили. Народники решили сбежать на Киевском вокзале, планируя воспользоваться темнотой (они прибывали ночным поездом). Чтобы разделить стражу, решили выходить в разные двери. Однако жандарм не дал Ходько выйти в другие двери и приказал выходить вместе с товарищем. Ходько заблокировал двери и велел Дробыш-Дробышевскому бежать. Последний прыгнул на рельсы и побежал. В ходе погони жандармам удалось поймать беглеца. Тем временем Ходько незаметно вышел с вокзала через зал первого класса и спрятался неподалёку от реки Лыбедь. Ему удалось добраться до квартиры одного из своих приятелей. Там он сбрил бороду и сменил одежду. В таком виде он пришёл к Дебогорию-Мокриевичу. Последний к тому времени также заметил слежку за собой, и вдвоём с товарищем они решили на некоторое время выехать за пределы Российской империи.
В начале сентября они оставили Киев, идя пешком по киево-житомирской дороге и одетые в крестьянское платье. Ночевали в лесах, а питались хлебом с салом. За несколько верст до Коростышева они переоделись в мещанскую одежду. В городе народники наняли еврейского извозчика — балагулу — который довёз их до Бердичева, где они сели на поезд. Во время пересадки на станции Здолбунов беглецами заинтересовался местный жандарм. Дебогорию-Мокриевичу удалось отвлечь его внимание, заболтав блюстителя порядка. Народники доехали поездом до пограничного городка Радзивилов. Там они познакомились с местными контрабандистами, которые помогли нелегально пересечь границу. Добравшись до австро-венгерского города Броды, беглецы поселились в отеле. Местный кельнер принял их за польских революционеров, агентов Национального правительства, но народники заверили его в своей непричастности к этой организации. Впоследствии они доехали поездом до Львова.
Из Львова народники через Краков, Вену и Мюнхен прибыли к Боденскому озеру. Перебравшись через озеро, они очутились в швейцарском городе Романсгорн, где сразу возникли проблемы с пограничными жандармами. Чтобы их не вернули в Россию, народники выдали себя за поляков из Галиции. В то время местные правоохранители как раз разыскивали группу польских фальшивомонетчиков. За Дебогорием-Мокриевичем и Ходько было установлено наблюдение. В Швейцарии они познакомились с народниками Замфиром Ралли и Ипполитом Мышкиным. После того, как последний вернулся в Россию, Ходько с товарищами также решили поехать на родину. Примерно в октябре 1874 года Ходько вместе с Дебогорием-Мокриевичем и Ралли отправились в Румынию. Там товарищи разделились — Ходько решил вернуться в Российскую империю. В конце октября он вместе с контрабандистами перебирался через реку Прут. Переход оказался сложным, Ходько промок и порезал льдом руки. Сразу после этого начались проблемы со здоровьем, у него развился туберкулёз. Впоследствии он был вынужден скрываться от властей в одном из городков Подольской губернии. Когда Дебогорий-Мокриевич посетил Ходько, то последний «осунулся, задыхался, кашлял». Состояние Ходько было настолько жалким, что, по мнению Дебогория-Мокриевича, «его жизнь была окончена».

### Дальнейшая жизнь
Некоторое время Ходько продолжал скрываться, пока, «измученный нелегальной жизнью и материальной нуждой до последней степени», не поселился открыто в Киеве. Ходько арестовали во время обыска в квартире Фёклы Донецкой, по разным источникам, это произошло в мае или августе 1875 года. Он был настолько болен, что его пришлось оставить под домашним арестом. В октябре Ивана Ходько поместили в Университетскую клинику, приставив к нему «полицейский караул». Он привлекался к дознанию по делу о пропаганде в Империи. Дело Ходько было закрыто ввиду «отсутствия практической вреда и шаткости доказательств» Высочайшим повелением от 15 июля 1876. За ним было установлено наблюдение, но без ограничений для проживания. С 15 сентября 1876 Ходько находился под наблюдением в Киеве, в октябре отбыл в Крым на лечение. В 1878 году по распоряжению киевского генерал-губернатора Михаила Черткова подлежал высылке из Киева ввиду политической неблагонадёжности. Ходько избежал ссылки и скрывался в Одессе и Мещовске. В последнем его арестовали и 30 сентября 1879 года отправили в Киев. По распоряжению киевского генерал-губернатора от 15 октября 1879 года его выслали под гласный надзор в Вятскую губернию.
Был водворён в Царевосанчурск Яранского уезда 4 ноября 1879 года. Принимая во внимание его болезнь, впоследствии Ходько перевели в Астраханскую губернию, а в 1881 году — в Мещовск. Там он и умер 2 мая того же года.

## Личность
Владимир Дебогорий-Мокриевич так писал о своём товарище:

Это был умный и добрый, почти нежного сердца человек, тщательно, однако, скрывавший от всех свою доброту и желавший всегда казаться суровым, подобно Люпусу в романе Виктора Гюго, за что мы и прозвали его Люпусом. Вся преступность этого человека состояла в том, что он был проникнут глубоким желанием быть сколько-нибудь полезным для народа, и за это преследовало его правительство до самой смерти.

В другой части своих воспоминаний Дебогорий-Мокриевич характеризовал Ходько как «человека обладавшим неистощимым запасом остроумия и хохлацкого юмора».
В «Списке лиц, привлечённых к дознанию и ещё не разысканных», опубликованном в февральском выпуске журнала «Вперёд!» за 1875 год, Иван Ходько описан как высокий и худой брюнет, носящий очки.

## В культуре
Иван Ходько — эпизодический персонаж романа Валерия Язвицкого «Непобеждённый пленник», посвящённого жизни Ипполита Мышкина.

### Комментарии
1. ↑  Такое прозвище дали бакунистам их идейные враги лавристы. Происходит от названия дома «Бремершлюсель», где жили бакунисты в Цюрихе.
2. ↑  Ралли фигурирует в воспоминаниях Дебогория-Мокриевича под криптонимом Р.